# Le Livre des Dragons
Pour plus de détails, voir Fiche technique et Distribution.
Le Livre des Dragons est un court-métrage d'animation américain des studios DreamWorks réalisé par Steve Hickner en 2011. Il est sorti en bonus sur le DVD du film Dragons, en même temps que Le Cadeau du Furie Nocturne, un autre court-métrage basé sur la franchise.

## Résumé
Alors que la paix règne entre les vikings et les dragons, Gueulfort et ses apprentis décident de mettre à jour le fameux livre des dragons afin d'y ajouter ce qu'ils ont récemment appris sur eux. Leur professeur leur explique que le livre a été inventé par son arrière-arrière-arrière-grand-père, Bork le malchanceux. Ce court-métrage vous en apprendra plus sur les dragons que vous connaissez déjà, mais montre également 7 nouvelles races que l'on a pu apercevoir dans le premier film, lorsque Harold lit le livre des Dragons. Amusant et instructif, il vous en apprendra plus sur nos amis les dragons ainsi que sur l'ancêtre de Gueulfort, fous rire garantis !
...

## Fiche technique
- Titre : Le Livre des Dragons
- Titre original : Book of Dragons
- Réalisation : Steve Hickner
- Scénario : Bart Coughlin, Steve Hickner et Joshua Pruett
- Direction artistique : Kathy Altieri
- Musique : David Buckley et John Powell
- Montage : Christopher Knights
- Producteur : Bonnie Arnold, Lisa J. Freberg et Ian Richter
- Production : DreamWorks Animation
- Distribution : Paramount Pictures
- Format : Couleurs
- Durée : 18 min
- Date de sortie :
  -  États-Unis : 15 novembre 2011

## Distribution

### Voix originales
- Jay Baruchel : Hiccup Horrendous Haddock III
- Craig Ferguson : Gobber
- America Ferrera : Astrid Hofferson
- Christopher Mintz-Plasse : Fishlegs
- Jim Cummings : Bork
- Tress MacNeille : la femme de Bork

### Voix françaises
- Donald Reignoux : Harold
- Julien Kramer : Gueulfor
- Florine Orphelin : Astrid
- Nathanel Alimi : Varek

### Voix québécoises
- Xavier Dolan : Harold
- Carl Béchard : Gueulfor
- Geneviève Déry : Astrid
- Sébastien Reding : Bâtonnet